# کونه

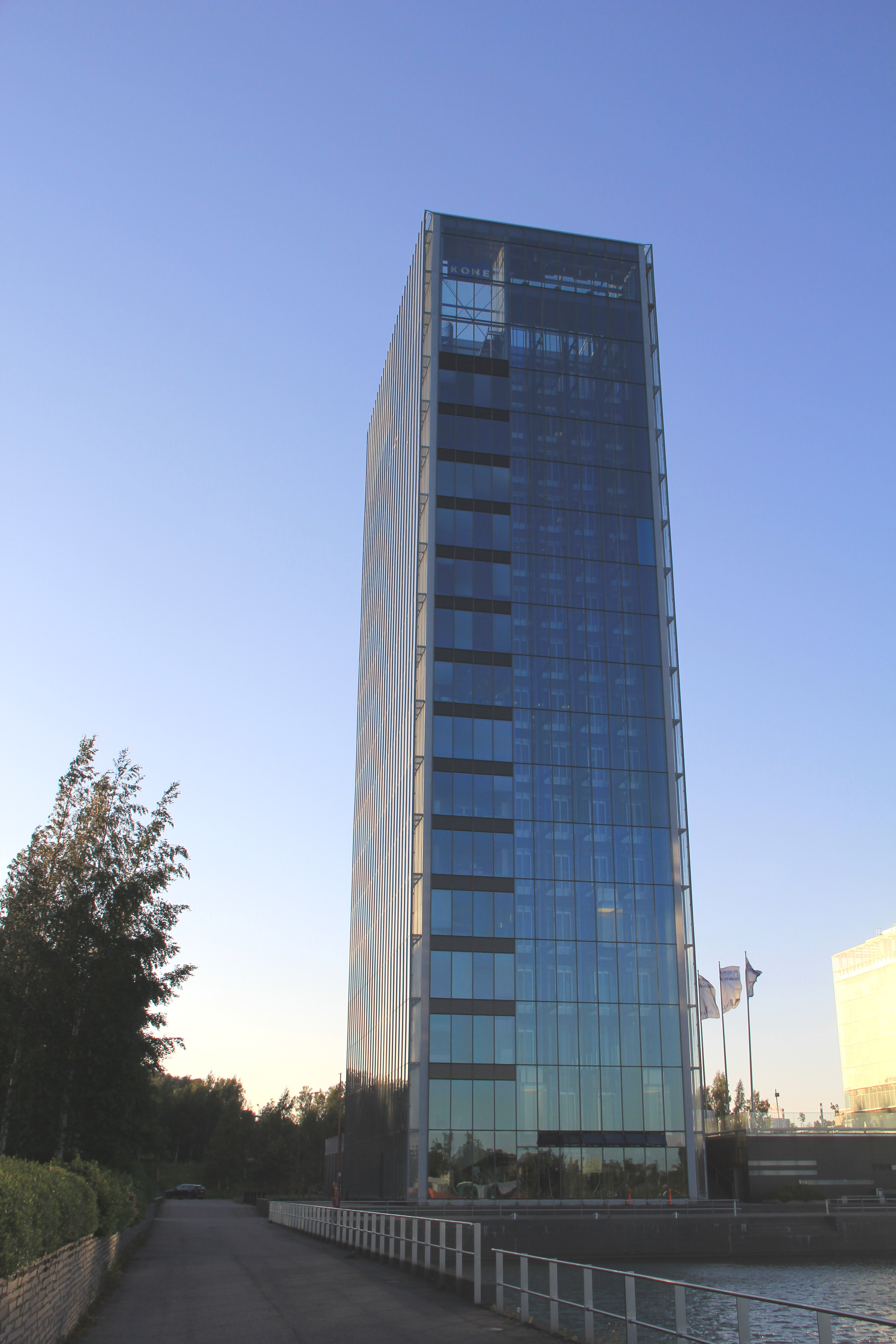
ساختمان مرکزی کونه، در شهر اسپو. معمار: آنتی هرلین

کونه (به فنلاندی: KONE) شرکت خدمات مهندسی فنلاندی است، که در سال ۱۹۱۰ تأسیس شد و ساختمان مرکزی آن در شهر اسپو، فنلاند قرار دارد.
شرکت کونه چهارمین تولید کننده دستگاه‌های آسانسور در سراسر جهان است، همچنین سازنده انواع پله‌های برقی می‌باشد. این شرکت در زمینه نصب و خدمات تعمیر و نگهداری نیز فعالیت می‌کند. شرکت کونه دارای بیش از ۸۰۰ شعبه و مراکز ارائه خدمات در بیش از ۴۰ کشور جهان است، که بالغ بر ۳۲،۵۰۰ نفر در این شعب اشتغال دارند.
شرکت کونه در سال ۱۹۲۴ توسط یکی از ثروتمندترین خانواده‌های فنلاند به‌نام خانواده هرلین خریداری شد. سکان رهبری شرکت کونه از سال ۱۹۲۴ تا ۱۹۴۱ در دست هارالد هرلین بود، پس از او پسرش؛ هیکی هرلین ریاست این شرکت را به‌دست گرفت و تا سال ۱۹۸۷ در این سمت باقی ماند، سپس او نیز این پست را به پسرش؛ پیکا هرلین سپرد.
پیکا هرلین از سال ۱۹۸۷ تا ۲۰۰۳ مدیرعاملی این شرکت فنلاندی را در دست داشت. در حال حاضر نسل جدیدی از خانواده هرلین کنترل شرکت کونه را در دست دارند. آنتی هرلین؛ پسر ارشد پیکا هرلین هم‌اکنون به‌عنوان رییس هیئت مدیره شرکت کونه فعالیت می‌کند. واژه کونه (Kone) در زبان فنلاندی، به‌معنی "ماشین" یا "دستگاه" می‌باشد.